# Financière Power
 (août 2017).
Power Financial Corporation (ou Financière Power) est une société de portefeuille créée en 1984 et a son siège social à Montréal.

## Description
La Financière Power, une filiale en propriété exclusive de Power Corporation du Canada, est une société internationale de gestion et de portefeuille qui détient des participations dans des sociétés des secteurs des services financiers et de la gestion d’actifs au Canada, aux États-Unis et en Europe. Elle détient également des participations dans un portefeuille de sociétés établies en Europe.  
La Financière Power, en partenariat avec ses filiales Great-West Lifeco et la Financière IGM, sont les investisseurs principaux dans Portag3, un fonds d'investissement. À ce jour, Portag3 Ventures a investi dans plus de 45 sociétés et fonds d’investissement du secteur des technologies financières. Tant par l'entremise de Portag3 que directement, la Financière Power et la Financière IGM détiennent des participations dans Wealthsimple,, l’une société du secteur des technologies financières au Canada.

## Historique
La Corporation Financière Power détient des participations dans des sociétés des secteurs des services financiers et de la gestion d’actifs au Canada, aux États-Unis et en Europe,. Bien que sa société mère, Power Corporation, ait été initialement créée en tant que société ouverte, œuvrant dans la production d'électricité, la société est devenue un conglomérat avec des intérêts dans le secteur financier. 

### Réorganisation de 2020
Le 13 décembre 2019, Power Corporation annonce une transaction, lors de laquelle l’entreprise échangera chaque action ordinaire de la Financière Power contre 1,05 action comportant des droits de vote limités de Power Corporation et 0,01 $ en espèce. En date du 13 février 2020, alors que la réorganisation est complétée avec succès, Power Corporation détient la totalité des actions ordinaires de la Financière Power, qui ont été radiées de la cote de la Bourse de Toronto.

## Principaux actionnaires
Au 22 février 2020:
| Power Corporation of Canada        | 64,1% |
| Capital Research & Management G.O. | 1,51% |
| CI Investments                     | 1,50% |
| RBC Global Asset Management        | 1,47% |
| CIBC Asset Management              | 1,35% |
| The Vanguard Group                 | 0,95% |
| 1832 Asset Management              | 0,89% |
| BMO Asset Management               | 0,84% |
| TD Asset Management                | 0,70% |
| Mackenzie Financial                | 0,63% |

## Gouvernance
R. Jeffrey Orr a été nommé président et chef de la direction de la Financière Power en 2005. Paul Desmarais, jr et André Desmarais sont respectivement président et président délégué du conseil.